# Річард Лімо
Річард Кіпкемеї Лімо (англ. Richard Kipkemei Limo; нар. 18 січня 1980) — кенійський легкоатлет, який спеціалізувався в бігу на довгі дистанції.

## Спортивні досягнення
Фіналіст (10-е місце) у бігу на 5000 метрів на Олімпіаді-2000.
Чемпіон світу з бігу на 5000 метрів (2001). Фіналіст (7-е місце) чемпіонату світу з бігу на 5000 метрів (2003).
Триразовий чемпіон світу з кросу (2001, 2002, 2003) та срібний призер чемпіонату світу з кросу (2004) в командному заліку на довгій дистанції в дорослій віковій категорії. Двічі був четвертим в індивідуальному заліку на довгій дистанції в дорослій віковій категорії на чемпіонатах світу з кросу (1998, 1999).
Чемпіон світу з кросу (1999) та срібний призер чемпіонату світу з кросу (1998) в командному заліку в юніорській віковій категорії. Двічі срібний призер чемпіонатів світу з кросу в індивідуальному заліку в юніорській віковій категорії (1998, 1999).
Срібний призер чемпіонату Африки з бігу на 3000 метрів з перешкодами (1998).
Бронзовий призер Ігор Співдружності з бігу на 5000 метрів (1998).
Чемпіон Кенії з бігу на 5000 метрів (2001).